# Hidrellez
Hidrellez of Hıdırellez (Turks: Hıdrellez of Hıdırellez) (Azerbeidzjaans: Xıdır Ilyas of Xıdır Nəbi) is een feest in Turkije; het wordt gevierd op de dag dat volgens de traditie de profeten Hızır (Arabisch: Khidr) and İlyas (Elia) elkaar ontmoetten. Hidrellez start op 5 mei en eindigt op 6 mei in de gregoriaanse kalender. In de juliaanse kalender valt deze dag op 23 april. 
Het is een lentefeest. Er zijn verschillende theorieën over het ontstaan van het feest. De vele ceremonien en rituelen voor verschillende goden werden opgevoerd in Mesopotamië, Anatolië, Iran en andere Mediterrane landen. 
Hızır zou onsterfelijk zijn doordat hij het water des levens gedronken heeft. Hij wandelt rond op aarde, vooral in de lente. Hij helpt mensen bij hun moeilijkheden. 